# Dendrobium vexillarius
Dendrobium vexillarius är en orkidéart som beskrevs av Johannes Jacobus Smith. Dendrobium vexillarius ingår i släktet Dendrobium, och familjen orkidéer.

## Underarter
Arten delas in i följande underarter:
- D. v. albiviride
- D. v. elworthyi
- D. v. hansmeyerense
- D. v. microblepharum
- D. v. minor
- D. v. retroflexum
- D. v. uncinatum
- D. v. vexillarius